# Almskruvmossa
Almskruvmossa (Syntrichia laevipila) är en bladmossart som beskrevs av Bridel 1819 [1818. Almskruvmossa ingår i släktet skruvmossor, och familjen Pottiaceae. Enligt den svenska rödlistan är arten starkt hotad i Sverige. Arten förekommer i Götaland och Öland. Artens livsmiljö är skogslandskap, jordbrukslandskap. Inga underarter finns listade i Catalogue of Life.